# ورزشگاه فوتبال کوئوپیو
ورزشگاه فوتبال کوئوپیو (انگلیسی: Kuopio Football Stadium، (فنلاندی: Kuopion keskuskenttä) که با نام‌های Väre Areena (قبلاً Savon Sanomat Areena، Magnum Areena) نیز شناخته می‌شود، یک ورزشگاه چندمنظوره در کوئوپیو، فنلاند است. این ورزشگاه در حال حاضر بیشتر برای مسابقات فوتبال استفاده می‌شود و ورزشگاه خانگی تیم‌های باشگاه فوتبال کوپیون پالوسئورا و پالوکیسات است. این ورزشگاه گنجایش ۵۰۰۰ نفر را دارد و در سال ۲۰۰۵ ساخته شده است.

## نگارخانه

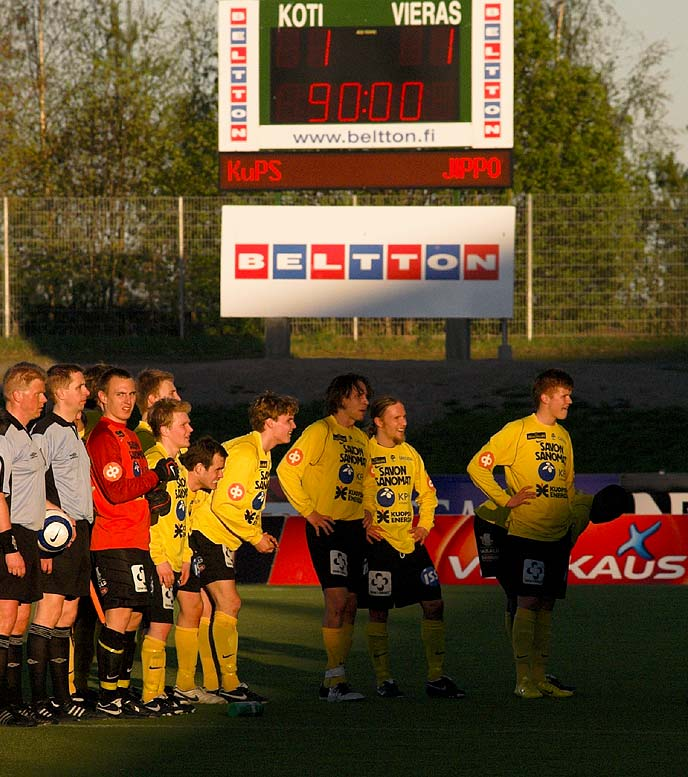
KuPS Kuopio در برابر JIPPO Joensuu
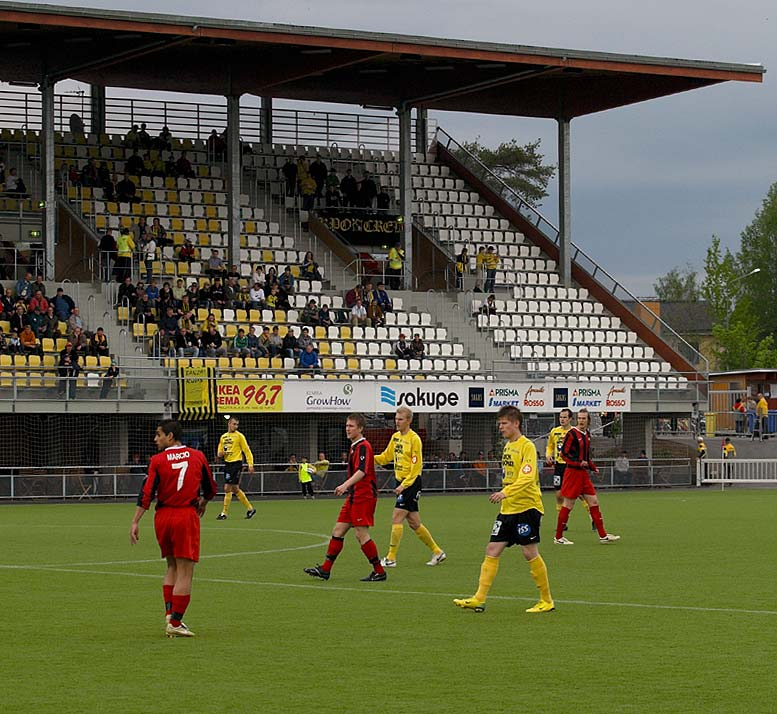
KuPS Kuopio در برابر JIPPO Joensuu
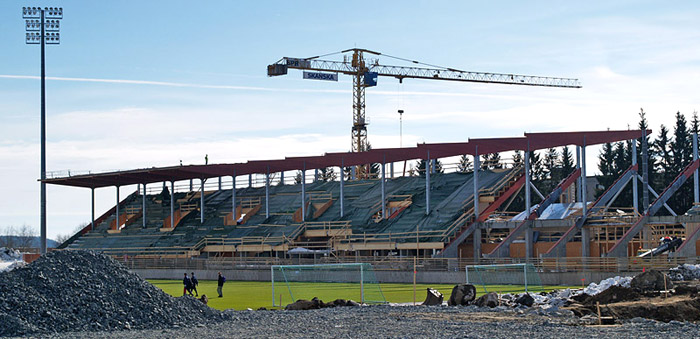
استادیوم فوتبال در حال ساخت.
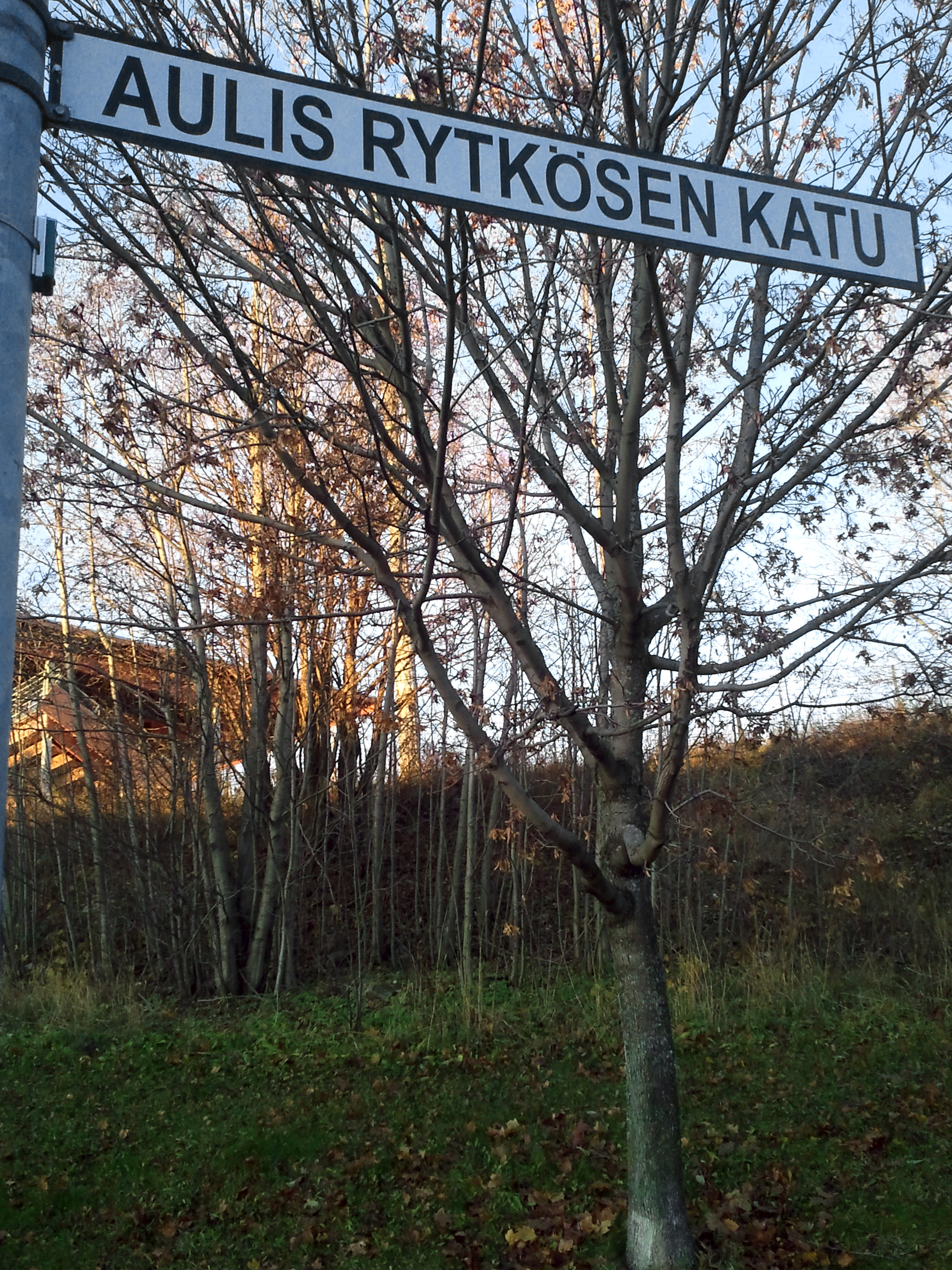
خیابان Aulis Rytkönen. زمین مرکزی ورزشگاه در پس‌زمینه.